# Heilig-Geist-Kirche (Erkrath)
Koordinaten: 51° 12′ 6,8″ N, 6° 57′ 37,7″ O
Die Heilig-Geist-Kirche ist eine von zwei Kirchen der römisch-katholischen Pfarrei St. Franziskus von Assisi Hochdahl. Sie befindet sich an der Brechtstraße im Stadtteil Sandheide in Erkrath-Hochdahl. Sie ist benannt nach dem Heiligen Geist, eine der drei Personen der göttlichen Trinität. Die Kirche gehört zum Kreisdekanat Mettmann in der Erzdiözese Köln.
Die Kirche steht unter Denkmalschutz.

## Beschreibung
Der Kirchenbau wurde von 1969 bis 1971 nach Plänen von Gottfried Böhm im Stil des Beton-Brutalismus auf einem dreieckigen Grundriss errichtet. Im Zentrum des Kirchenbaus befindet sich eine Altarinsel, um die sich das Gestühl gruppiert. Das Dach ist mehrfach abgestuft und bildet eine Art Kuppel mit Fensteröffnungen. Die Rückwand des Kirchenbaus ist eine geschlossene, massive Mauer aus Sichtbeton. Der Bau gilt als ein „gelungenes Beispiel für den Kirchenbau nach dem 2. Vatikanischen Konzil“.

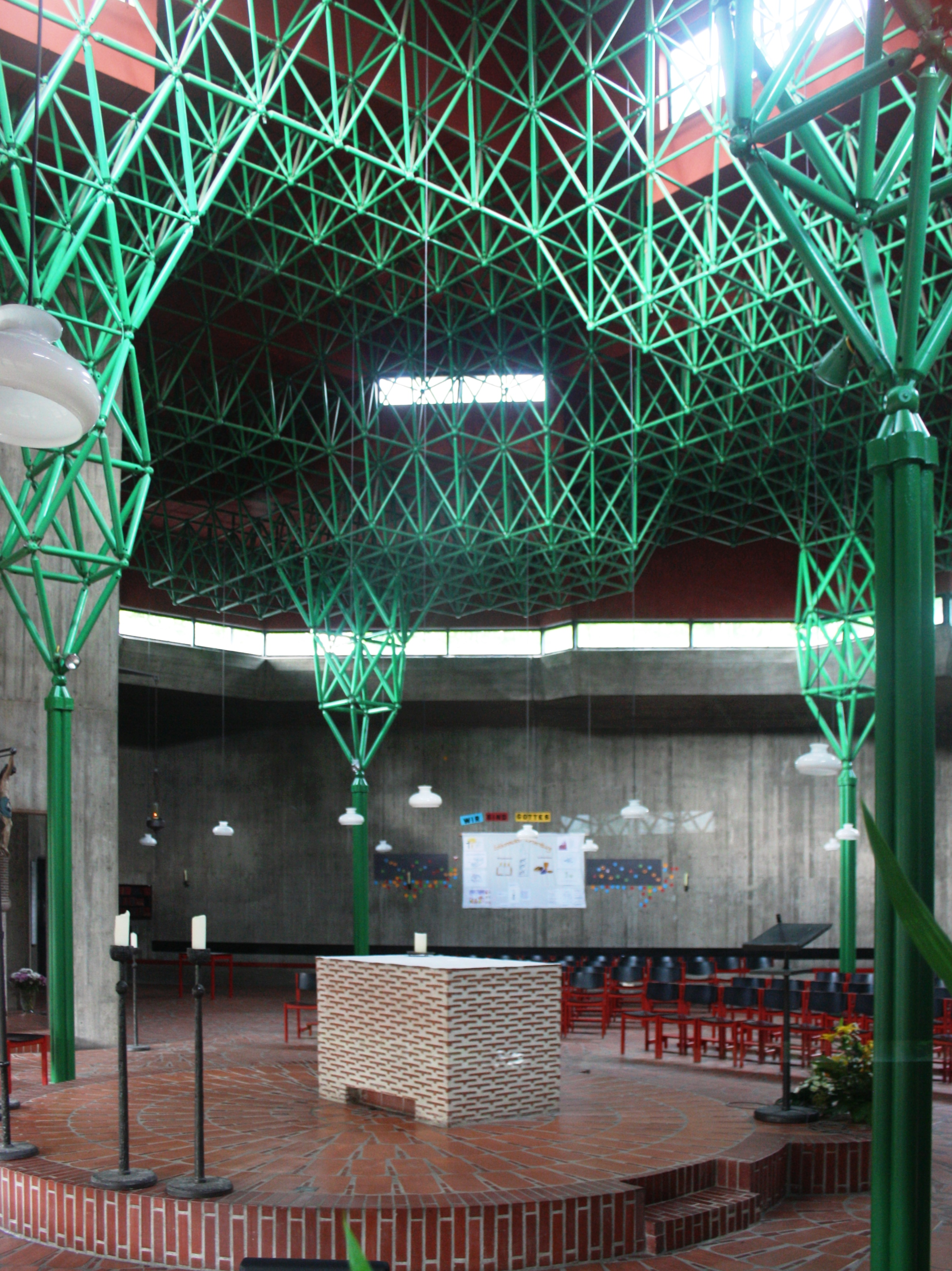
Heilig Geist, innen
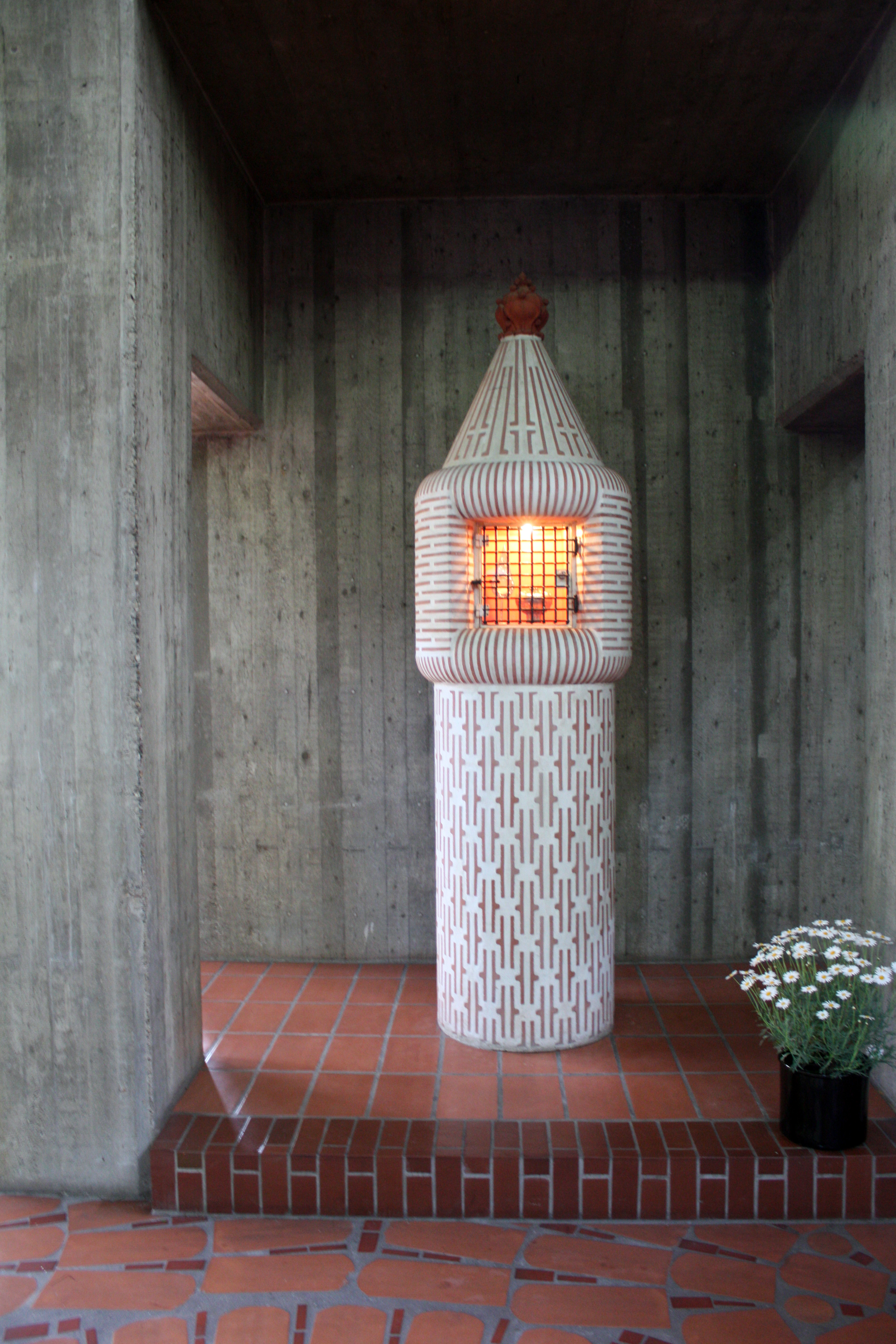
Heilig Geist, Tabernakel
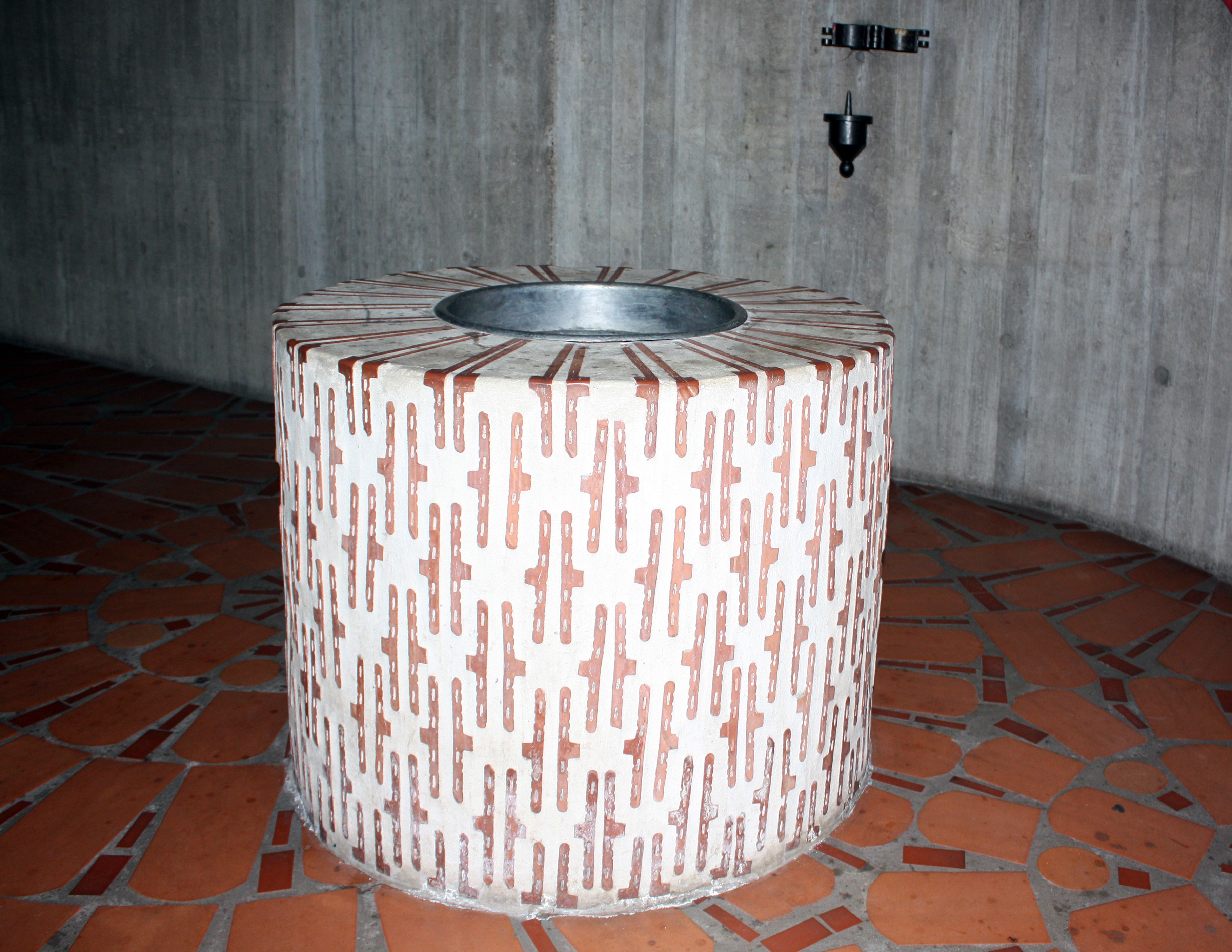
Heilig Geist, Taufbecken